# Isao Takahata
Isao Takahata (Japans: 高畑 勲, Takahata Isao) (Ujiyamada, 29 oktober 1935 – Itabashi, 5 april 2018) was een van de bekendste Japanse animeregisseurs.
Veel van zijn werk is uitgebracht door Studio Ghibli, een filmstudio die in 1985 werd opgericht door Takahata en Hayao Miyazaki.
De bekendste film die Takahata geregisseerd heeft is Grave of the Fireflies (1988), een triest epos over het leven van twee wezen in het Japan van kort na de Tweede Wereldoorlog.
Hij overleed in een ziekenhuis in Tokio aan longkanker op 82-jarige leeftijd.

## Filmografie
Als regisseur
- The Great Adventure of Horus, Prince of the Sun (Taiyō no Ōji Horusu no Daibōken), 1968
- A-tarou the Workaholic (Mōretsu Atarō) (televisieserie), 1969
- Apache Baseball Team (Apatchi Yakyūgun) (televisieserie), 1971
- Lupin III (televisieserie) (Rupan Sansei), 1971
- Panda Kopanda, 1972
- Lowest-of-the-Low Kitarou (Gegege no Kitarō) (televisieserie), 1972
- Suzunosuke of the Red Cuirass (Akadō Suzunosuke) (televisieserie), 1973
- Heidi (Arupusu no Shōjo Haiji) (televisieserie), 1974
- 3000 Leagues in Search of Mother (Haha o Tazunete Sanzenri) (televisieserie), 1976
- Future Boy Conan (Mirai Shōnen Konan) (televisieserie), 1978
- Anne of Green Gables (Akage no An) (televisieserie), 1979
- Chie the Brat (Jarinko Chie), 1981
- Gauche the Cellist (Serohiki no Gōshu), 1982
- The Story of Yanagawa's Canals (Yanagawa Horiwari Monogatari), 1987
- Grave of the Fireflies (Hotaru no Haka), 1988
- Only Yesterday (Omoide Poro Poro), 1991
- Pom Poko (Heisei Tanuki Gassen Pon Poko), 1994
- My Neighbors the Yamadas (Hōhokekyo Tonari no Yamada-kun), 1999
- Leverde een bijdrage aan Winter Days (Fuyu no Hi), 2003
- The Tale of the Princess Kaguya (Kaguyahime no monogatari), 2014